# Muñeca reina (película de 1972)
Muñeca reina es una película mexicana dirigida por Sergio Olhovich. Fue estrenada en 1972 y protagonizada por Enrique Rocha, Ofelia Medina y Helena Rojo. Está basada en un cuento corto de la antología Cantar de ciegos del autor mexicano Carlos Fuentes.

## Argumento
En su adolescencia, Carlos  traba amistad con una niña llamada Amilamia. Pasan los años y Carlos, ahora adulto, descubre, dentro de un libro una nota escrita por Amilamia. Esto despierta en él un interés por descubrir el paradero y destino de su amiga de la infancia. Carlos descubre el domicilio donde la niña vivía. Allí descubre que Amilamia aparentemente murió y que sus padres la veneran en la figura de una muñeca. Carlos comienza a tener alucinaciones imaginando a una Amilamia adulta  y como sería su vida con ella como su pareja.

## Elenco
- Enrique Rocha ... Carlos
- Ofelia Medina... Amilamia (adulta)
- Helena Rojo... Carmen
- Consuelo Frank ... Doña Consuelo
- Anel ... Silvia
- Carlos Cortés ... Salvador
- Daniela Rosen ... Susana
- Pilar Souza ... Madre de Amilamia
- Antonio Bravo ... Padre de Amilamia
- Mario Casillas ... Óscar
- Juan Antonio Edwards ... Carlos (adolescente)
- Rocío Brambila ... Amilamia (niña)